# Tower City (Pensilvania)
Tower City es un borough ubicado en el condado de Schuylkill en el estado estadounidense de Pensilvania. En el año 2000 tenía una población de 1.396 habitantes y una densidad poblacional de 1,755.5 personas por km².

## Geografía
Tower City se encuentra ubicado en las coordenadas 40°35′20″N 76°33′12″O / 40.58889, -76.55333.

## Demografía
Según la Oficina del Censo en 2000 los ingresos medios por hogar en la localidad eran de $30,037 y los ingresos medios por familia eran $39,219. Los hombres tenían unos ingresos medios de $29,286 frente a los $25,089 para las mujeres. La renta per cápita para la localidad era de $15,678. Alrededor del 9.5% de la población estaba por debajo del umbral de pobreza.

## Transporte
- Aeropuerto Bendigo